# Actinodium cunninghamii
Actinodium cunninghamii là một loài thực vật có hoa trong Họ Đào kim nương. Loài này được Schauer ex Lindl. mô tả khoa học đầu tiên năm 1836.